# Havárie vrtulníku ve Slovenském ráji
K havárii vrtulníku Agusta A109K2  společnosti Air – Transport Europe došlo 17. července 2015 ve Slovenském ráji v lokalitě „Stupačky nad večným dažďom“ Prielomu Hornádu, západně od ústí Kláštorné rokliny, na hranici katastrálních území obcí Letanovce a Hrabušice v okrese Spišská Nová Ves. Příčinou byl střet s dráty elektrického vedení. Při havárii  zahynuli všichni čtyři členové posádky.

## Nehoda
Po nahlášení poranění desetiletého chlapce v oblasti Prielomu Hornádu pracovníky Horské záchranné služby byla požádána o spolupráci posádka vrtulníkové záchranné zdravotní služby. Ta vzala na palubu pracovníka HZS a pokračovala na místo nehody. Vrtulník vzlétl z Popradu. Při nalétávání ke zraněnému se vrtulník zřítil z výšky přibližně 50 metrů (Podle pozdějších zdrojů 100 až 120 m). Hlášení Krajského operačního střediska Košice dispečinku Vrtulníkové záchranné zdravotní služby ATE o nehodě vrtulníku bylo přijato v 18:18 hodin.
Na místo okamžitě směřovali policisté, hasiči, příslušníci leteckého útvaru Ministerstva vnitra, Úřadu vojenského letectva, horští záchranáři a kolegové z ATE. Roklina Prielom Hornádu byla uzavřena v úsecích Lávka pod Kláštorskou roklinou až Hrdlo Hornádu. Na místo nehody přijel i ministr zdravotnictví Viliam Čislák. Trosky vrtulníku byly z místa odstraněny už následující den, 18. července.

## Příčiny
Jako příčina nehody bylo od počátku uváděno elektrické vedení. Do obce Hrabušice byla po nehodě přerušena dodávka elektřiny. Nejmenovaný pilot se pro Pravdu vyjádřil: „S tímto elektrickým vedením nebylo všechno úplně v pořádku. Bylo ve výšce přibližně 100 metrů, což je dost vysoko. A otázkou také je, zda tam mělo být v takovém stavu, v jakém bylo.“ Vedení patří společnosti Východoslovenská distribučná, postaveno bylo v roce 1966. Povinná úřední zkouška byla provedena v červenci 2013. Vedení na navigačních mapách jsou, ale ne všechny typy. Vedení nad Prielomem Hornádu v mapě nebylo.
Podle Pravdy stroj obsahoval pouze Flight Data Recorder, který zaznamenává jen klíčové údaje letu bez zvukové stopy z kokpitu.
Vyšetřování leteckých nehod spadá do kompetence Leteckého a námořního vyšetřovacího útvaru MDVRR SR. Ten vydal 6. listopadu 2015 závěrečnou zprávu, ve které uvádí tyto hlavní příčiny: 
- hlavní a bezprostřední příčinou nehody byl střet vrtulníku s ocelovými dráty elektrického vedení nataženými nad soutěskou řeky Hornád v převisu, během letu v přízemní výšce,
- samotné přiblížení a začátek technického zásahu bylo vykonáno posádkou vrtulníku za meteorologických podmínek, kde negativní úlohu sehrál probíhající západ slunce, který svým svitem ve směru proti letu vrtulníku pravděpodobně způsobil přehlédnutí drátů elektrického vedení pilotem.[1]

## Oběti

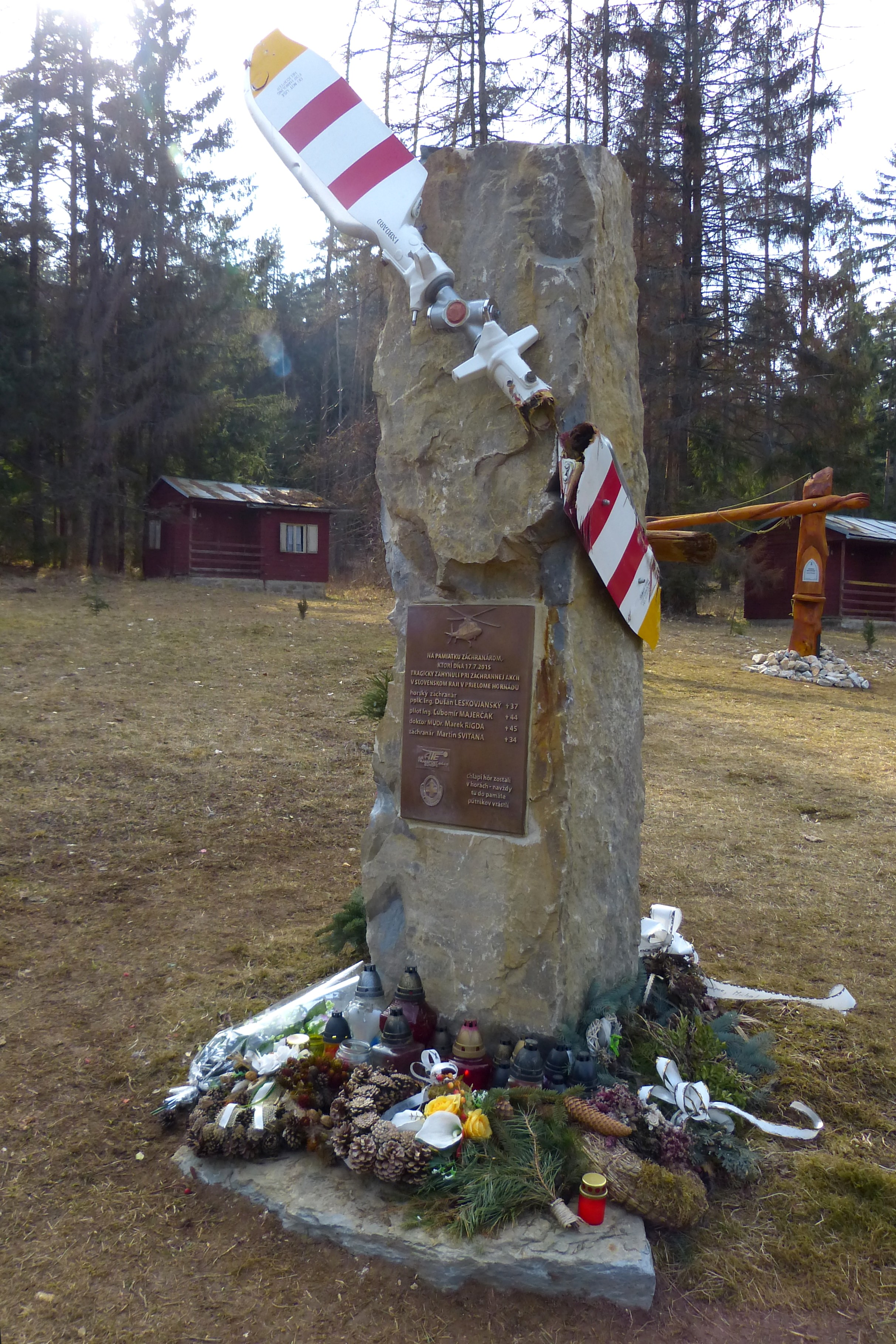
Pomník obětí na Kláštorisku

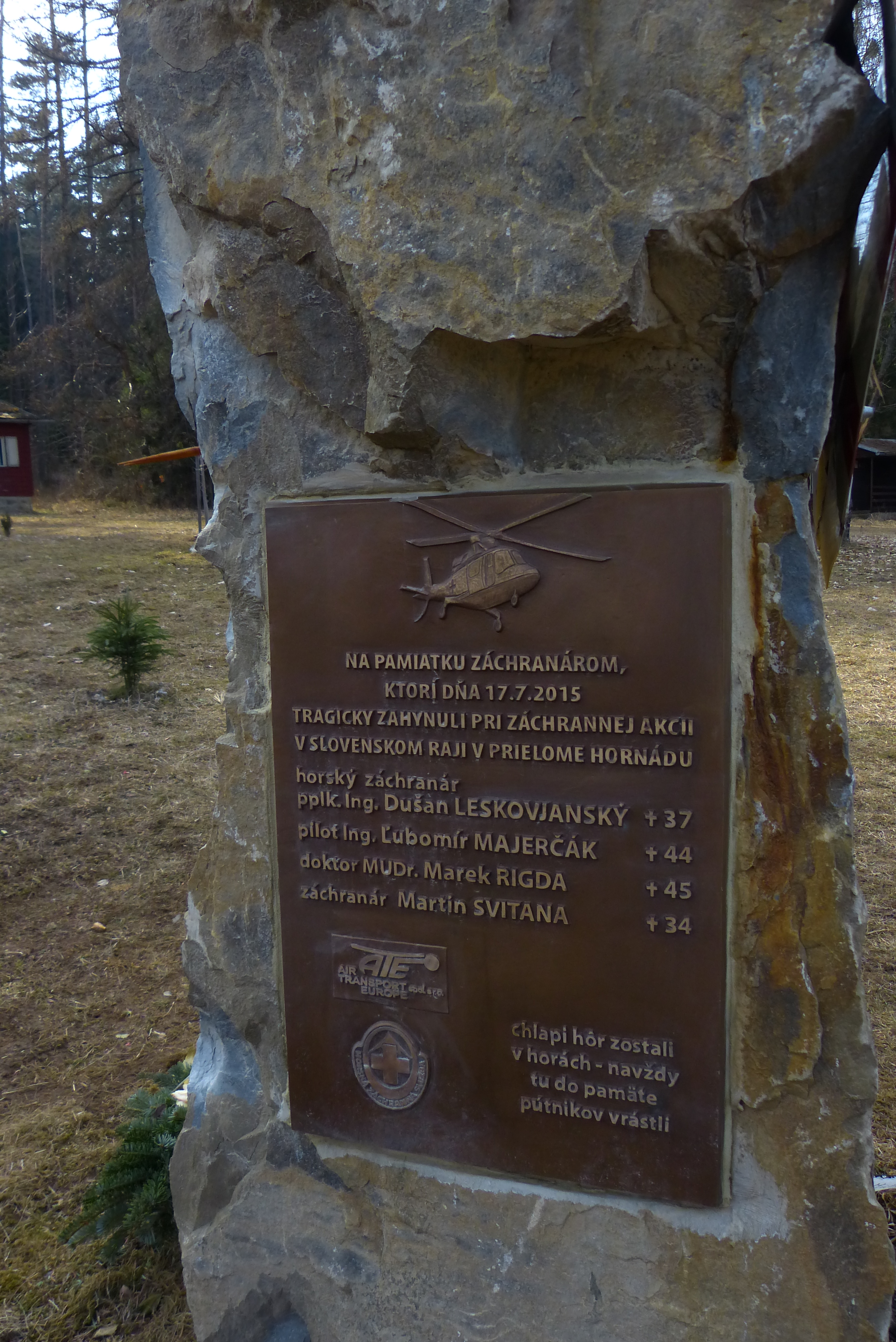
Detail pomníku

Při nehodě zahynuli všichni čtyři členové posádky:
| Jméno a příjmení   | Věk | Zařazení                    | Funkce            |
| ------------------ | --- | --------------------------- | ----------------- |
| Dušan Leskovjanský | 37  | Horská služba Slovenský ráj | náčelník          |
| Ľubomír Majerčák   | 44  | Air – Transport Europe      | pilot             |
| Marek Rigda        | 45  | Air – Transport Europe      | lékař             |
| Martin Svitana     | 34  | Air – Transport Europe      | letecký záchranář |

Poslední rozloučení se všemi oběťmi proběhlo 23. července v 10:00 v Konkatedrále Sedmibolestné Panny Marie v Popradu. Podle popisu TASR „rozlučku vedl biskup Spišské diecéze František Sečka spolu s vojenským ordinářem Františkem Rábkem a popradským děkanem Antonem Opartym. Na znamení úcty kroužil v době, kdy z kostela vynášeli těla nebohých, záchranářský vrtulník ATE.“
Dne 17. října 2015 při příležitosti pietní vzpomínky odhalili náčelník Oblastního střediska Slovenský ráj a ředitel ATE Poprad památník na toto letecké neštěstí, zhotovený členy Horské záchranné služby Slovenský ráj. Pietní akt se uskutečnil na Kláštorisku za účasti více než 200 lidí.

## Reakce
Prezident Andrej Kiska na své facebookové stránce zveřejnil toto prohlášení: ''V Popradu nám nad hlavami létají skoro každý den. Člověku vždy probleskne hlavou: ‚Kdoví, co se komu stalo. Snad nic vážného.‘ Tentokrát nedoletěli. Čtyři super chlapi – esa letecké a horské služby – položili svůj život. Zůstaly manželky, děti... Těžko se hledají slova. Zemřeli ve službě. Ve službě za záchranu zdraví. Čest jejich památce.“ Předseda Národní rady SR Peter Pellegrini prohlásil: „Je mi velmi líto, že tato nehoda se stala právě lidem, kteří zachraňují lidské životy. Tímto chci vyjádřit příbuzným obětí, ale i jejich kolegům, svou upřímnou soustrast.“ „Velmi těžko se hledají slova, protože toto byli lidé, kteří svůj život zasvětili záchraně jiných životů. Celý Poprad by mohl být zaplněný lidmi, kteří jim vděčí za záchranu života, a my jim už neumíme nijak pomoci,“ řekl Robert Kaliňák, ministr vnitra. „Je to společenská ztráta pro nás všechny, protože tito lidé zachraňovali obyvatele našeho města, ale i návštěvníky,“ vyjádřil se primátor Popradu Jozef Švagerko.
Vláda SR 21. července oznámila, že rodina každé z obětí dostane příspěvek 33 000 €. Prezident Asociace záchranné zdravotní služby Ján Šteso zároveň informoval o zřízení účtu pro pomoc obětem neštěstí.